# ヴァルター・コッホ
ヴァルター・コッホ（Walter Koch、1910年 9月10日 - 1943年 10月23日）は、第2次世界大戦時のドイツ空軍の降下猟兵部隊員である。エバン・エマール要塞の戦いでの戦功により、卓越した戦場での勇猛さや軍事指揮の成功に対して与えられる騎士鉄十字勲章を授与された。コッホは第5降下猟兵連隊の指揮官で中佐の時に交通事故により重傷を負い、この時の怪我が原因で1943年10月23日にベルリンの病院で死去した。

## 軍歴
ヴァルター・コッホは1929年4月3日に警察に入り、1935年8月にドイツ空軍に転籍した。少尉として州警察 (Landespolizei)とヴェッケ特殊任務警察大隊（Polizeiabteilung z.b.V. Wecke）に勤務したが、1935年にヘルマン・ゲーリングがドイツ空軍の最高司令官になるとこの部隊は空軍に移管されてゲネラル・ゲーリング連隊と改称された。
1938年4月20日に大尉に昇進したコッホは、「コッホ」降下猟兵突撃大隊（Fallschirmjäger-Sturm-Abteilung "Koch"）と命名された特殊部隊を編成する任務を担わされた。この部隊は西部戦域での特殊作戦用に訓練され、フランスの戦いの初期にベルギーのエバン・エマール要塞、マース川とアルベール運河の橋への強襲に初めて投入された。この部隊はエバン・エマール要塞、フェルドウェーゼルト（Veldwezelt）とフルーンホーフェン（Vroenhoeven）の橋を確保することに成功した。唯一カネの橋だけはベルギー軍の守備隊に爆破され、ドイツ空挺部隊が確保することはできなかった。ヴァルター・コッホとその他10名の将校がこの戦いにおいて騎士鉄十字勲章を授与された。

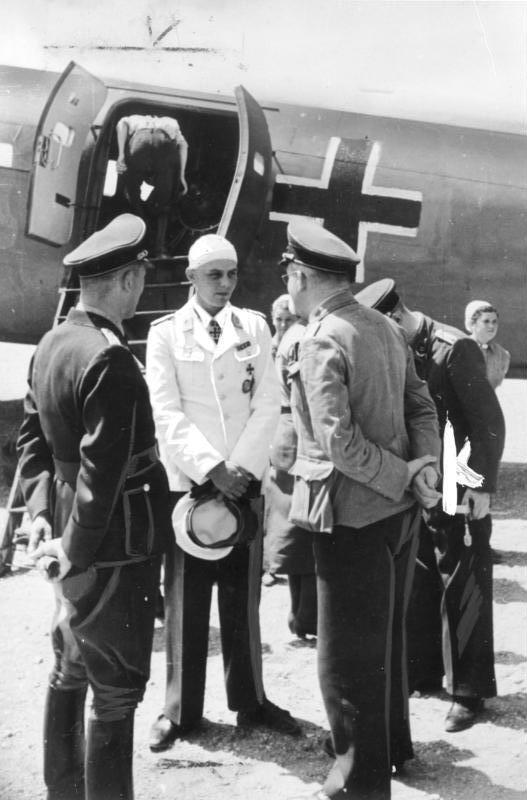
1941年6月21日にドイツに帰還したヴァルター・コッホ少佐

少佐に昇進したコッホは、第1降下猟兵突撃連隊第I大隊（I./Fallschirmjäger-Sturm-Regiment 1）と改称された部隊の指揮官となり、1941年5月20日にクレタ島の戦いに参加した。第I大隊は第1波の攻撃部隊の一部であり、53機のDFS 230兵員輸送グライダーで運ばれた。この部隊の目標はクレタ島西岸のマレメの村で、ここには奪取を命じられた小さな沿岸の飛行場と107高地があった。ドイツ軍の侵攻部隊はエドワード・プティック（Edward Puttick）准将指揮のニュージーランド人部隊の第5旅団/第22大隊と対峙することとなった。旅団の他の大隊はすぐ背後に控えていた。侵攻初日の朝07:25時にコッホは107高地をめぐる戦いで頭部を負傷した。

### 中佐への昇進とコマンド指令への抵抗
1942年4月20日に中佐に昇進したコッホと指揮下の第5降下猟兵連隊（Fallschirmjäger-Regiment 5）は、11月の半ばにチュニスに移送され、2週間後にはDepienne飛行場でアフリカでの最初の戦闘を行った。ジョン・フロスト中佐指揮の英第2落下傘大隊がこの飛行場確保の任務を担っていた。飛行場は放棄されていることが判明し、他の目標を探すためにフロストは1個小隊を警護につけただけで多数の負傷兵をあとに残していかねばならなかった。コッホ中佐の偵察部隊に発見されると残された英軍落下傘兵は早々に撃退されて捕虜となった。コッホは部下の衛生兵に負傷者の手当てをさせ、水、食料、煙草を与えて一般のドイツ軍地上部隊が到着する前に捕虜から一旦離れた。このドイツ軍部隊が「コマンド指令」（Kommandobefehl）に従って英軍捕虜の処刑準備をしていたところにコッホと第5降下猟兵連隊/第I大隊の指揮官ハンス・ユングヴィルト（Hans Jungwirth）大尉が到着してこれを止めさせ、捕虜を適切に扱うように要求した。白熱した議論の後で英軍捕虜は捕虜収容所に移送された。

### 転属と死
入院治療の後でコッホは、連合軍のコマンド部隊員捕虜の即時処刑を命じた「コマンド指令」に対する歯に衣着せぬ批判のために指揮官待命（Führerreserve）となった。ヴァルター・コッホは交通事故により負った怪我が原因で1943年10月23日にベルリンの病院で死去した。

## 受勲
- 鉄十字章（1939）
  - 2級
  - 1級
- ドイツ十字章金章（1942年3月31日）[5]
- 騎士鉄十字勲章（1940年5月10日）：「コッホ」降下猟兵突撃大隊指揮官の大尉時代[6]
- 国防軍軍報（Wehrmachtbericht）での言及（1941年6月9日）

### 国防軍軍報からの引用
| 日付                | 国防軍軍報のオリジナル原稿 | 和訳（英訳から転訳） |
| ------------------- | --- | --- |
| 1941年6月9日 月曜日 | In den Kämpfen um Kreta zeichneten sich die unter Führung von Major Koch, Hauptmann Altmann und Oberleutnant Genz stehenden Fallschirmverbände durch Kühnheit und Heldenmut aus. | クレタ島での戦闘においてコッホ少佐、アルトマン大尉、ゲンツ（Alfred Genz）中尉に率いられた降下猟兵部隊は、大胆で英雄的な勇猛果敢さを発揮した。 |

## 参照
出典
1. 1 2 3 4 5  Kurowski 1995, p. 117.
2. 1 2  Quarrie 2005, p. 13.
3. ↑  Quarrie 2005, pp. 11–12.
4. ↑  Fellgiebel 2000, p. 247.
5. ↑  Patzwall and Scherzer 2001, p. 240.
6. ↑  Fellgiebel 2000, p. 264.
7. ↑  Die Wehrmachtberichte 1939–1945 Band 1, p. 555.

参考文献
- Fellgiebel, Walther-Peer (2000). Die Träger des Ritterkreuzes des Eisernen Kreuzes 1939–1945. Friedburg, Germany: Podzun-Pallas. ISBN 3-7909-0284-5.
- Kurowski, Franz (1995). Knights of the Wehrmacht Knight's Cross Holders of the Fallschirmjäger. Schiffer Military. ISBN 0-88740-749-8.
- Patzwall, Klaus D. and Scherzer, Veit (2001). Das Deutsche Kreuz 1941 - 1945 Geschichte und Inhaber Band II. Norderstedt, Germany: Verlag Klaus D. Patzwall. ISBN 3-931533-45-X.
- Quarrie, Bruce (2005). German Airborne Divisions: Mediterranean Theatre 1942–45. Osprey. ISBN 1841768286.
- Scherzer, Veit (2007). Ritterkreuzträger 1939–1945 Die Inhaber des Ritterkreuzes des Eisernen Kreuzes 1939 von Heer, Luftwaffe, Kriegsmarine, Waffen-SS, Volkssturm sowie mit Deutschland verbündeter Streitkräfte nach den Unterlagen des Bundesarchives (in German). Jena, Germany: Scherzers Miltaer-Verlag. ISBN 978-3-938845-17-2.
- Die Wehrmachtberichte 1939–1945 Band 1, 1. September 1939 bis 31. Dezember 1941 (in German). München: Deutscher Taschenbuch Verlag GmbH & Co. KG, 1985. ISBN 3-423-05944-3.

外部リンク
- ウィキメディア・コモンズには、ヴァルター・コッホに関するカテゴリがあります。
- “Walter Koch—Personnal File”. Wehrmacht History 1935 to 1945. 2011年2月28日閲覧。

| 軍職      | 軍職                                                 | 軍職                          |
| --------- | ---------------------------------------------------- | ----------------------------- |
| 先代 無し | 第1空挺突撃連隊 連隊長 1939年11月2日 - 1940年8月31日 | 次代 オイゲン・マインドル少将 |